# J.P. Dutta
J.P. Dutta, właśc. Jyoti Prakash Dutta (ur. 3 października 1949 w Mumbaju, w stanie Maharasztra, Indie) – bollywoodzki reżyser, scenarzysta i producent filmowy znany z filmów patriotycznych i filmów akcji często z gwiazdorską obsadą. 2 nagrody i 1 nominacja. 
Do filmów wyreżyserowanych i wyprodukowanych przez niego do własnego scenariusza należą Border, Refugee, LOC Kargil i Umrao Jaan.
Jest synem O.P. Dutta, reżysera, scenarzysty i twórcy dialogów, który pisze dialogi do większości jego filmów. 
Żonaty z bollywoodzką aktorką Bindiyą Goswami, z którą mają dwie córki Nidi i Siddhi. 

## Filmografia
- Aakhri Mughal (2008)
- Umrao Jaan (2006)
- LOC Kargil (2003) - nominacja do Nagrody Filmfare dla Najlepszego Reżysera
- Refugee (2000)
- Border (1997) - Nagroda Filmfare dla Najlepszego Reżysera
- Kshatriya (1993)
- Hathyar (1989)
- Batwara (1989)
- Yateem (1988)
- Ghulami (1985)
- Sarhad (1970)